# Don X, figlio di Zorro
Don X, figlio di Zorro (Don Q Son of Zorro) è un film muto del 1925 diretto da Donald Crisp. Il nome del regista appare anche tra quello degli interpreti del film che ha come protagonista Douglas Fairbanks affiancato da Mary Astor, Jack McDonald, Stella De Lanti, Warner Oland, Jean Hersholt, Albert MacQuarrie, Lottie Pickford.
La sceneggiatura di Jack Cunningham e di Lotta Woods si basa sul romanzo Don Q's Love Story di Hesketh Prichard e Kate Prichard, pubblicato a New York nel 1925.
Fu l'ultimo film interpretato da Lottie Pickford.

## Trama
Zorro, pur se ormai diventato un nome leggendario, si è ritirato a vivere in famiglia. Suo figlio, don Cesar de Vega, viene mandato in Spagna com'è tradizione familiare per diventare un compiuto gentiluomo. Lì, il giovane don Cesar si innamora della bella Dolores de Muro, suscitando il dispetto dell'amico don Sebastian, suo rivale in amore. Per merito della sua abilità di spadaccino e di cavaliere, il giovane guadagna il favore della corte spagnola e dall'arciduca d'Austria, che si trova in visita a Madrid. Quando però l'arciduca viene assassinato da una delle guardie della regina, del delitto viene accusato proprio don Cesar. L'unico che potrebbe scagionarlo è don Sebastian che, con la sua testimonianza, sarebbe in grado di chiarire la sua posizione. Ma, Sebastian, geloso, tradisce l'amico, facendolo arrestare. Per guadagnare tempo e poter smascherare i veri colpevoli, don Cesar finge il suicidio, riuscendo a fuggire. Con l'aiuto di suo padre, arrivato in Spagna dalla California, riuscirà a risolvere il mistero. La ricompensa per lui sarà l'amore di Dolores.

## Produzione
La preparazione del film e la scelta del cast si tenne nei Pickford-Fairbanks Studios di Hollywood. Il film, prodotto dall'Elton Corporation di Douglas Fairbanks, venne girato dal 1º febbraio al 27 aprile 1925 a The Lot, al 1041 di N. Formosa Avenue, West Hollywood.

## Distribuzione
Il copyright del film, richiesto dalla The Elton Corp., fu registrato l'8 luglio 1925 con il numero LP21637.
Distribuito dalla United Artists, il film fu presentato in prima al Globe Theatre di New York il 15 giugno 1925. Uscì nelle sale cinematografiche statunitensi il 20 settembre 1925. In Italia venne distribuito dalla Artisti Associati nel 1927 con il visto di censura numero 22246. In Danimarca, fu presentato in anteprima il 14 settembre 1925 al Palads Teatret.
Copie della pellicola (a 35 mm e 16 mm) sono conservate negli archivi dell'EmGee Film Library, della Cohen Media Group (Raymond Rohauer collection) e in collezioni private; della Cinematheque Royale de Belgique di Bruxelles, della Gosfilmofond Of Russia di Mosca, del Museum of Modern Art di New York, del British Film Institute di Londra, dell'UCLA Film and Television Archive di Los Angeles, dell'Academy Film Archive di Beverly Hills, del George Eastman House di Rochester, del Danish Film Institute di Copenaghen.